# João Cruz
João Victor Machado Cruz (ur. 12 maja 2006 w São Paulo) – brazylijski piłkarz występujący na pozycji środkowego lub ofensywnego pomocnika, od 2024 roku zawodnik Athletico Paranaense.